# Edewecht
Edewecht es un municipio situado en el distrito de Ammerland, en el estado federado de Baja Sajonia (Alemania), a una altitud de 6 metros. Su población a finales de 2016 era de unos 22 000 habitantes y su densidad poblacional, 190 hab/km².
Se encuentra ubicado al noroeste de la ciudad de Oldemburgo y a algunos kilómetros al sur del mar del Norte.